# Ama Birgen Sagarra
Ama Birgen Sagarra es el nombre de una variedad cultivar de manzano (Malus domestica) Esta manzana está cultivada en la colección del Banco de Germoplasma del manzano de la Universidad Pública de Navarra con el nombre de 'Ama Birgen Sagarra', y con el N.º BGM032, ejemplares procedentes de esquejes localizados en Echalar/Etxalar localidad en la comarca de Cinco Villas, en la Merindad de Pamplona Navarra.

## Sinónimos
- "Manzana Ama Birgen",[7]
- "Ama Birgen" en Navarra.[4]
- "Amabirjin Sagarra" en Guipúzcoa.[8]

## Características
El manzano de la variedad 'Ama Birgen Sagarra' tiene un vigor medio. El árbol tiene tamaño medio y porte erecto, con tendencia a ramificar muy alta, con hábitos de fructificación en ramos cortos y largos; ramos con pubescencia fuerte; presencia de lenticelas escasas; grosor de los ramos medio; longitud de los entrenudos corta.
Las flores son de un tamaño medio; con la disposición de los pétalos libres; color de la flor cerrada rosa amarillento, y el color de la flor abierta blanco; longitud estilo/estambres más cortos; punto de soldadura estilo, cerca de la base; época de floración media, con una duración de la floración media. Incompatibilidad de alelos S10 S?.
Las hojas tienen una longitud del limbo de tamaño medio, con color verde, pubescencia presente, con la superficie poco brillante. Forma del limbo ovalado, forma del ápice achatado, forma de los dientes serrados, y la forma de la base del limbo redondeada. Plegamiento del limbo plegado, con porte erguido; estípulas filiformes; longitud del pecíolo medio.
La variedad de manzana 'Ama Birgen Sagarra' tiene un fruto de tamaño pequeño, de forma globosa; con color de fondo verde amarillento, con importancia del sobre color alto, color del sobre color rojo, reparto del sobre color en placas continuas, y una sensibilidad al "russeting" (pardeamiento áspero superficial que presentan algunas variedades) débil; con una elevación del pedúnculo sobresale poco, grosor de pedúnculo fino, longitud del pedúnculo media, anchura de la cavidad peduncular media, profundidad cavidad pedúncular grande, importancia del "russeting" en cavidad peduncular media; anchura de la cavidad calicina media, profundidad de la cavidad calicina media, importancia del "russeting" en cavidad calicina débil; apertura de los lóbulos carpelares abiertos; apertura del ojo cerrado; color de la carne blanca; acidez débil, azúcar medio; textura dureza media.
Época de maduración y recolección muy temprana. Se usa como manzana de elaboración de sidra, y como variedad de manzana de reserva genética.

## Susceptibilidades
- Oidio: ataque débil
- Moteado: ataque débil
- Fuego bacteriano: ataque débil
- Carpocapsa: ataque medio
- Pulgón verde: ataque fuerte
- Araña roja: ataque medio.[4][11]